# Українське військово-історичне товариство у Польщі
Українське військово-історичне товариство (УВіТ) (з 1925 року — Українське воєнно-історичне товариство) — об'єднання українських військових істориків у Польщі, яке діяло з 1920 до 1939 року.

## Історія УВіТ
У 1920 році в середовищі вояків та старшин інтернованої Армії УНР й було засноване товариство Урядом УНР в екзилі. 
5 серпня 1920 року міністр військових справ УНР Володимир Сальський затвердив статут Українського військово-історичного товариства у якому йшлося, що: «Товариство має на меті досліджувати рідну історію і, особливо, її галузь — військову історію, а для цього збирає найрізноманітніші військово-історичні матеріали, що торкаються як минулих часів, так і сучасної боротьби за визволення України». Метою діяльності товариства стало дослідження історії України, збір найрізноманітніших військово-історичних матеріалів, що торкалися як минулих часів, так і сучасної боротьби завизволення України, заснування музеїв, архівів та книгозбірень.  До складу керівництва товариства увійшли С. Дельвіг, В. Сальський, В. Сінклер, О. Удовиченко. О. Галкин, С. Дядюша, М. Юнаків, А. Вовк, В. Змієнко, М. Садовський, В.Євтимович. 
У січні 1925 року в Каліші відбулись Загальні збори товариства. У назві товариства замінено «військово-» на «воєнно-», доповнено статут товариства та обрано Управу на чолі з Андрієм Вовком. 
Другі Загальні збори товариства відбулись у 1929 році. Головою обрали Миколу Юнаківа, до Управи УВіТ увійшли Всеволод Змієнко, Михайло Садовський, Варфоломій Євтимович, Семен Скрипка, Олександр Загродський, до ревізійної коммісії увійшли Анатолій Силін та Микола Харитоненко.
Товариство видаволо часописи «За Державність», «Табор», газети «Син України», «Запорожська думка», «До зброї», «На руїнах» та іншу літературу. Займалося упорядкуванням та охороною могил українських вояків у Польщі. Для цього при управі товариства було спеціальну секцію під керівництвом полковника Генерального штабу Миколи Стецишина.
Із початком другої світової війни, коли Польща була окупована Третім Райхом, УВіТ припинило свою діяльній. 
Останній голова УВіТ Михайло Садовський переїхав до Канади, де у 1950 році заснував Український воєнно-історичний інститут, який став правонаступником УВіТ.

## Голови УВіТ
- 1925-1929 — генерал-хорунжий Андрій Вовк
- 1929-1931 — генерал-полковник Микола Юнаків
- 1931–1935 — генерал-хорунжий Марко Безручко[2].
- 1935-1938 — генерал-хорунжий Всеволод Змієнко
- 1938-1939 — генерал-хорунжий Михайло Садовський